# Hoffmannilena tizayuca
Espèce
Hoffmannilena tizayuca est une espèce d'araignées aranéomorphes de la famille des Agelenidae.

## Distribution
Cette espèce est endémique du Mexique. Elle se rencontre dans les États de Mexico, du Querétaro, d'Hidalgo, de Puebla, de Tlaxcala et de Veracruz.

## Description
Les mâles mesurent de 4,38 à 5,38 mm et les femelles de 4,5 à 6,25 mm.

## Étymologie
Son nom d'espèce lui a été donné en référence au lieu de sa découverte, Tizayuca.

## Publication originale
- Maya-Morales & Jiménez, 2016 : Taxonomic revision of the spider genus Rualena Chamberlin & Ivie 1942 and description of Hoffmannilena, a new genus from Mexico (Araneae: Agelenidae). Zootaxa, no 4084(1), p. 1-49.